# Hermann Findenegg
Hermann Findenegg (* 10. Februar 1850 in Limmersdorf bei Klagenfurt; † 9. Jänner 1901 in Ferlach) war ein österreichischer Alpinist und Alpenvereinsfunktionär.
Dem Apotheker Findenegg gelang gemeinsam mit Antonio Brussoferro 1877 die Erstbesteigung des Montasch. Die gewählte Route wird heute als Findeneggsteig bezeichnet. 1881 trat er als Gründungsmitglied des Ruderverein Villach auf. Von 1881 bis 1896 war er Vorsitzender der Villacher DuOeAV-Sektion. In diese Zeit fiel der Bau von fünf Hütten, darunter die Bertahütte. Diese ist nach seiner Gattin Berta Findenegg benannt, die ebenfalls eine passionierte Bergsteigerin war. 1902 wurde der Neubau der Wischberghütte nach ihm benannt. Sein Sohn war der Limnologe Ingo Findenegg.

## Rezeption
Julius Kugy schrieb über Findenegg:
Aus Findeneggs Arbeit sprach der kühne und zähe Pfadfinder auf Montasch von Süden, auf Kanin von Norden, gewiß der stärkste und erfolgreichste aller Julierpioniere früherer Zeiten, ein wirklich Großer, der gerne seiner eigenen Kraft vertraute.
(aus: Julius Kugy – Arbeit, Musik, Berge, Ein Leben 1931; zitiert nach)